# Stephen Gardiner
Stephen Gardiner (ur. 1497, zm. 12 listopada 1555 w Londynie) – angielski polityk, szczególnie aktywny w czasach panowania Henryka VIII.
Studiował prawo kanoniczne i cywilne w Trinity Hall na Uniwersytecie Cambridge. W latach 1525–49 był rektorem tego kolegium .
Usiłował przekonać papieża Klemensa VII o tym, że rozwód króla z Katarzyną Aragońską jest słuszny i potrzebny, a w czasie kanonicznego procesu rozwodowego uzasadniał nieważność małżeństwa. W 20 października 1531 został mianowany biskupem Winchesteru, a w 1535 wydał pracę De vera oboedientia (O prawdziwym posłuszeństwie), w której uznawał króla Anglii za głowę Kościoła i uzasadniał rozwód z Katarzyną.
W okresie późniejszym zmienił zdanie i ponownie uznał prymat papieża nad Kościołem, z którego to powodu, za rządów Edwarda VI, był więziony. Do łask wrócił za Marii Tudor, która mianowała go kanclerzem.
Był przeciwnikiem protestantyzmu. Napisał książkę pt. Palinodia (Odwołanie), w której odżegnywał się od swoich poprzednich (z czasów henrycjańskich) poglądów i potwierdzał powrót do katolicyzmu, ale w jego anglicjańskiej wersji.